# レオ・ライト
レオ・ライト（Leo Wright、1933年12月14日 - 1991年1月4日）は、アメリカ合衆国テキサス州ウィチタフォールズ生まれのジャズ・アルト・サックス、フルート、クラリネット奏者。1991年にウィーンで死去した。

## 略歴
レオ・ライトは1950年代後半、1960年代前半、1970年代後半にチャールズ・ミンガス、ケニー・バレル、ジョニー・コールズ、ブルー・ミッチェル、ディジー・ガレスピーと共演した。

## ディスコグラフィ

### リーダー・アルバム
- 『ブルース・シャウト』 - Blues Shout (1960年、Atlantic)
- 『サドンリー・ザ・ブルース』 - Suddenly the Blues (1961年、Atlantic)
- 『ソウル・トーク』 - Soul Talk (1963年、Vortex)
- Flute + Alto – Sax (1967年、Amiga) ※1965年録音
- 『アルト・サミット』 - Alto Summit (1968年、MPS) ※with リー・コニッツ、ポニー・ポインデクスター、フィル・ウッズ
- Modern Jazz Studio Number 4 (1970年、Amiga) ※1965年録音
- 『明日に架ける橋』 - It's All Wright (1972年、MPS)
- Evening Breeze (1977年、Roulette)
- New Horn in Town/Blues Shote (2012年、Fresh Sound)

### 参加アルバム
ディジー・ガレスピー
- 『ガレスピアーナ』 - Gillespiana (1960年、Verve)
- 『エレクトリファイング・イヴニング』 - An Electrifying Evening with the Dizzy Gillespie Quintet (1961年、Verve)
- 『カーネギー・ホール・コンサート』 - Carnegie Hall Concert (1961年、Verve)
- 『ディジー・オン・ザ・フレンチ・リヴィエラ』 - Dizzy on the French Riviera (1962年、Philips)
- 『ニュー・ウエイヴ』 - New Wave (1963年、Philips)
- 『サムシング・オールド、サムシング・ニュー』 - Something Old, Something New (1963年、Philips)
- A Musical Safari – Live at the Monterey Jazz Festival 1961 (1974年、Booman)
- Copenhagen Concert (1992年、SteepleChase)
- 『マンテカ』 - Mantecca! (1997年、Bandstand) ※1952年&1961年録音
- 『オンケル・ポー・カーネギー・ホール-ハンブルグ 1978』 - At Onkel Pö's Carnegie Hall (Hamburg 1978) (2017年、Philips)

ラロ・シフリン
- 『ラロ＝ブリリアンス』 - Lalo = Brilliance (1962年、Roulette)
- 『ボサ・ノヴァ:ニュー・ブラジリアン・ジャズ』 - Bossa Nova: New Brazilian Jazz (1962年、Audio Fidelity)
- 『サンバ・パラ・ドス』 - Samba Para Dos (1963年、Verve) ※with ボブ・ブルックマイヤー

その他
- ケニー・バレル : 『ブルージン・アラウンド』 - Bluesin' Around (1983年、Columbia) ※1962年録音
- グロリア・コールマン : Soul Sisters (1963年、Impulse!)
- ジョニー・コールズ : 『リトル・ジョニー・C』 - Little Johnny C (1963年、Blue Note)
- タッド・ダメロン : 『ザ・マジック・タッチ』 - The Magic Touch (1962年、Riverside)
- レッド・ガーランド : I Left My Heart... (1985年、Muse) ※1978年録音
- ギルド・マホネス : 『アイム・シューティング・ハイ』 - I'm Shooting High (1963年、Prestige)
- ギルド・マホネス : The Great Gildo (1964年、Prestige)
- ジャック・マクダフ : Screamin' (1962年、Prestige)
- ブルー・ミッチェル : 『ステップ・ライトリー』 - Step Lightly (1964年、Blue Note)
- オリヴァー・ネルソン : Berlin Dialogue for Orchestra (1970年、Flying Dutchman)
- デイヴ・パイク : 『リンボ・カーニヴァル』 - Limbo Carnival (1962年、New Jazz)
- リチャード・ウィリアムス : 『ニューホーン・イン・タウン』 - New Horn in Town (1960年、Candid)
- ジミー・ウィザースプーン : Baby, Baby, Baby (1963年、Prestige)
- アントニオ・カルロス・ジョビン : 『イパネマの娘』 - The Composer of Desafinado Plays (1963年、Verve)